# Изпепелени
„Изпепелени“ (на френски: Incendies) е канадски филм от 2010 година, драма на режисьора Дени Вилньов по негов сценарий в съавторство с Валери Богран-Шампан, базиран на едноименната пиеса на Важди Муауад.
В центъра на сюжета са двама канадски младежи, брат и сестра, които след смъртта на майка си, бежанка от Ливан, неохотно се връщат в нейната родна страна и в търсене на своите изгубени баща и по-голям брат откриват неизвестна част от живота на майка си по време на Ливанската гражданска война. Главните роли се изпълняват от Лубна Азабал, Мелиса Дезормо-Пулен, Максим Годет, Реми Жирар.
„Изпепелени“ е номиниран за „Оскар“ и награда на БАФТА за чуждоезичен филм.